# La Jetée
Pour les articles homonymes, voir La Jetée (homonymie).
Pour plus de détails, voir Fiche technique et Distribution.
La Jetée est un film français de science-fiction de Chris Marker, sorti en 1962 et d'une durée de 28 minutes. 
Ce film expérimental, considéré comme un chef-d'œuvre par nombre de critiques et de réalisateurs, est présenté comme un « photo-roman » par le générique. Toutes ses images sont des photographies en noir et blanc (à l'exception d'un seul plan filmé), commenté par un narrateur unique, et accompagné d'une bande-son réalisée par Trevor Duncan. 

## Synopsis
« Ceci est l'histoire d'un homme marqué par une image d'enfance. » Enfant, le héros se rend souvent avec ses parents à l'aéroport d'Orly. Un jour, il assiste à un événement dramatique qui va le marquer, mais qu'il ne comprendra que plus tard. Un homme meurt sous les yeux d'une femme dont il gardera en mémoire les traits. Puis la Troisième Guerre mondiale survient qui détruit toute la surface de la Terre. À Paris, les survivants se réfugient dans les sous-sols.

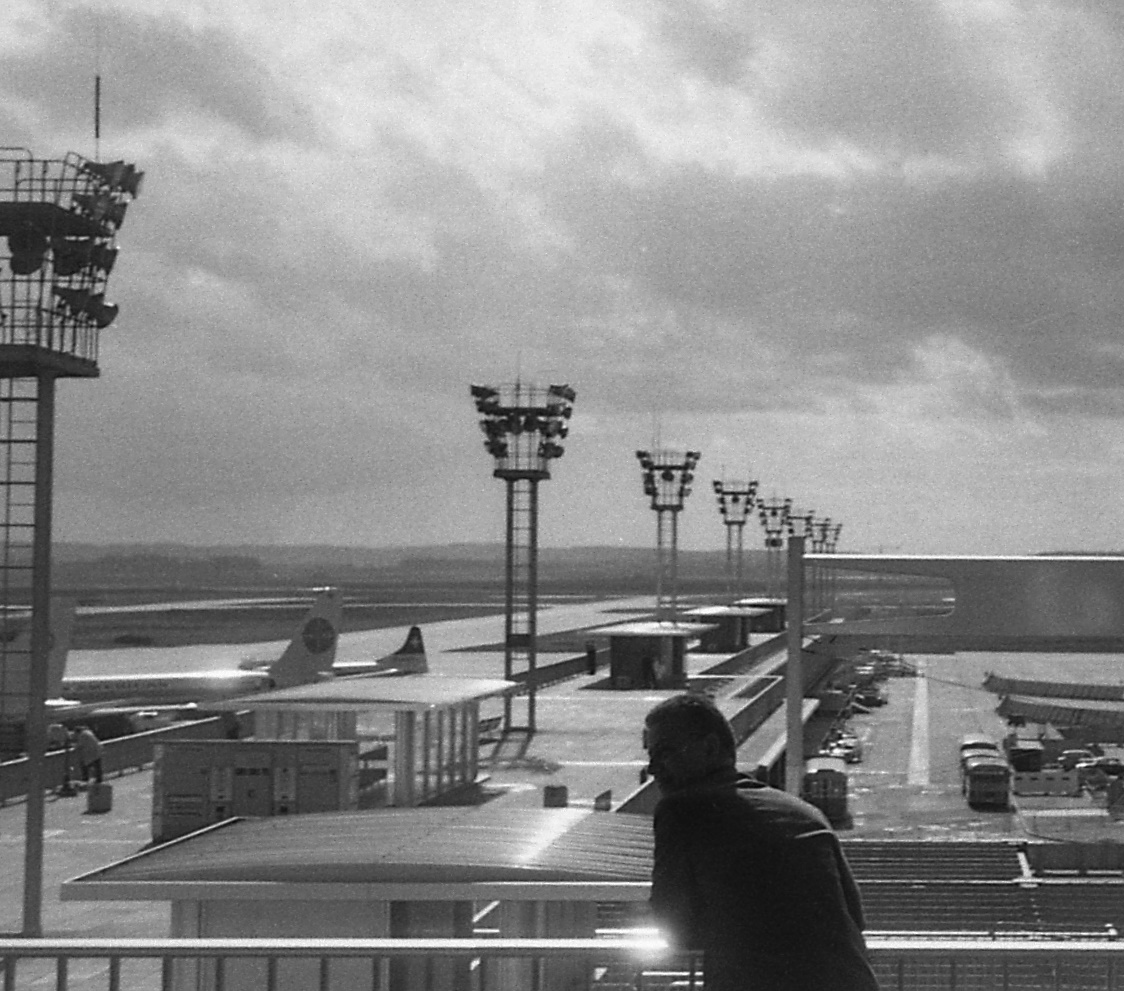
La jetée d'Orly, sur une photographie presque contemporaine du film (aux environs de 1965).

Le héros, prisonnier dans un camp souterrain sous le palais de Chaillot, est alors le cobaye de scientifiques allemands qui cherchent à l'envoyer dans le passé pour établir un corridor temporel afin de permettre aux hommes d'autres époques de transporter des vivres, des médicaments et des sources d'énergie, en d'autres termes, « appeler le passé et l'avenir au secours du présent ». Il a été choisi en raison de sa très bonne mémoire visuelle et de l'image très forte et prégnante du traumatisme qu'il a connu sur la jetée d'Orly. Ce souvenir empêchera que le transport temporel ne le rende fou.
Renvoyé à plusieurs reprises dans le passé, l'homme retrouve, au Muséum national d'histoire naturelle, dans la grande galerie de l'Évolution et le Jardin des plantes, la femme de ses souvenirs. Au fur et à mesure de ses visites temporelles, il entame une liaison avec elle. Une fois le succès du retour vers le passé confirmé, les scientifiques du camp envoient leur cobaye dans le futur, opération plus délicate. Le héros y rencontre des hommes de l'avenir, qui lui confient un générateur d'énergie susceptible de sauver l'époque d'où il vient. À son retour dans le présent, il sait qu'il doit être liquidé, n'ayant été qu'un outil aux mains des scientifiques. Dans sa cellule apparaissent alors les hommes de l'avenir, qui maîtrisent également le voyage dans le temps et qui lui proposent de les rejoindre et donc de s'échapper du camp. L'homme demande alors à retourner définitivement à l'époque qui précédait la guerre. Il est envoyé à Orly, le jour de son souvenir. Il se précipite pour rejoindre la femme, mais est tué par un des hommes du camp qui le retenait prisonnier. Il comprend alors que le souvenir d'enfance qui l'avait marqué n'était autre que celui de sa propre mort.

## Fiche technique
- Titre : La Jetée
- Réalisation : Chris Marker
- Scénario : Chris Marker
- Photographie : Chris Marker - Jean-César Chiabaut
- Son : Antoine Bonfanti
- Musique : Trevor Duncan et liturgie russe du samedi saint, interprétée par les chœurs de la cathédrale Saint-Alexandre-Nevsky ; utilisation de « Devant ta croix » de Piotr Gontcharov (XIXe siècle)
- Voix : Jean Négroni
- Montage : Jean Ravel
- Production et distribution : Argos Films, avec la participation du service de recherche de la RTF[1]
- Date de sortie : 16 février 1962
- Film français
- Genre : science-fiction, dystopie
- Durée : 28 minutes
- Support : 35 mm, noir et blanc

## Distribution
- Jean Négroni : le narrateur
- Davos Hanich : l'homme
- Hélène Châtelain : la femme
- Jacques Ledoux : l'expérimentateur
- Ligia Branice : une femme du futur
- Janine Kleina : une femme du futur
- William Klein : un homme du futur
- André Heinrich

## Récompenses et nominations
La Jetée a reçu les récompenses suivantes :
- Prix Jean-Vigo, 1963
- Grand prix du festival de Trieste, 1963
- Prix Giff-Wiff, 1963
- Astronef d'or, Festival de Trieste, 1963

## Réception critique
Le film a reçu 21 voix parmi celles des 78 critiques qui ont établi en 2008 une liste des 100 films pour une cinémathèque idéale, ouvrage dirigé par Claude-Jean Philippe pour les Cahiers du cinéma. Par ailleurs, il a été classé en 2010 à la 37e position des Essential 100, les cent meilleurs films de l'histoire du cinéma selon le Festival international du film de Toronto. Le magazine The Village Voice, dans son classement établi en 2000, le classe quant à lui en 66e position. Selon un classement réalisé par la Online Film Critics Society en 2002, il s'agit du 24e meilleur film de science-fiction. En 2003, Steven Jay Schneider l'inscrit dans ses 1 001 films à voir avant de mourir (1001 Movies You Must See Before You Die). Le Time Magazine en fait en 2010 le meilleur film de voyage dans le temps. Enfin en 2012, le magazine Sight and Sound publié par le British Film Institute, le classe à la 50e position des 50 plus grands films de tous les temps (Top 50 Greatest Films of All Time).

## Analyse

### Élaboration du projet
Enfant, Chris Marker utilisait un Pathéorama, une visionneuse permettant de projeter des images de films. « Chaque image représentait une scène différente, de sorte que le spectacle s'apparentait plus à une lecture de diapositives qu'à du home cinéma, mais ces scènes étaient des plans magnifiquement reproduits, de films célèbres, Chaplin, Ben-Hur, le Napoléon d'Abel Gance… » L'enfant s'amuse alors à joindre à ses images des photos personnelles. Il s'agit peut-être là d'une source d'inspiration pour La Jetée.
La Jetée a été inspiré par Sueurs froides (Vertigo) d'Alfred Hitchcock,. Plusieurs séquences y font explicitement référence, notamment celle du tronc d'arbre symbolisant le Temps. Terry Gilliam est encore plus démonstratif dans L'Armée des douze singes : la scène originale de Vertigo est projetée lorsque James Cole et le Dr Kathryn Railly se cachent dans un cinéma.

### Réalisation
Le film est composé presque uniquement de photographies, à l'exception d'un seul plan, le temps de quelques battements de paupières de l'actrice Hélène Châtelain. Cette séquence filmée, d'une durée de cinq secondes, intervient à la dix-huitième minute. De plus, une unique copie du film, conservée à la Cinémathèque royale de Belgique (dont le conservateur a été jusqu'en 1988 Jacques Ledoux, l'un des acteurs du film), contient un autre plan en mouvement, juste avant le générique.
Par ailleurs, certaines images sont si rapprochées dans le temps qu'elles donnent une impression d'un ralenti cinématographique.
Certains ont vu une analogie entre la scène finale de La Jetée et Mort d'un soldat républicain, une photographie de guerre prise en 1936 par Robert Capa.
Le personnage principal porte pendant tout le film une veste militaire sur un tee-shirt représentant le lutteur mexicain El Santo.

## Postérité
- La Jetée a été la principale inspiration du film L'Armée des douze singes de Terry Gilliam sorti en 1995, lequel tire les éléments principaux de sa trame scénaristique du moyen-métrage de Chris Marker[16], qui a aussi donné une série, 12 Monkeys.
- La Jetée a également inspiré Les Frissons de l'angoisse de Dario Argento, et a fortement marqué Mamoru Oshii qui y fait référence dans son tout premier film, The Red Spectacles, lors de la scène finale sur la jetée.
- Un bar à Tokyo a été nommé « La Jetée », en hommage à Chris Marker. On le voit quelques secondes dans Sans soleil, un autre film de Chris Marker, ainsi que dans le film Tokyo-Ga de Wim Wenders : Chris Marker y est présent, en train de tourner Sans soleil, mais se cache derrière un dessin de chat. Joseph Losey l'a également filmé dans La Truite, une séquence dans laquelle figure Isabelle Huppert.
- En 1989, le clip de la chanson Dancerama de Sigue Sigue Sputnik est inspiré de La Jetée[17].
- En 1992, Zone Books fait paraître aux États-Unis une version livre du ciné-roman de La Jetée. Cet ouvrage est réimprimé en 2008 et distribué par MIT Press[18]. En 2008 également, les éditions Kargo et L'Éclat font de même en France[19].
- En 1993, le clip de la chanson Jump They Say de David Bowie contient une scène où Bowie incarne le héros de La Jetée lors de l'expérience du voyage dans le temps[20].
- En 2000 est créé le centre de documentation sur le court-métrage de la ville de Clermont-Ferrand, baptisé « La Jetée » en hommage à ce film[21]. La Jetée abrite les bureaux du Festival international du court métrage de Clermont-Ferrand.
- En 2003, Jean Négroni, narrateur de La Jetée, interprète pour Arte Radio une création sonore mélangeant le texte du film avec celui de Je me souviens de Georges Perec[22].
- En janvier 2009, le label de musique tchèque Ground Floor Records distribue gratuitement un EP homonyme inspiré du film de Chris Marker réalisé par deux de ses artistes, Son of a Bricklayer et Shitao[23],[24].
- En 2009, le groupe Odezenne rend hommage au court-métrage dans son titre Tic tac paru sur l'album Sans chantilly[25].
- En 2013, Matt Lambert (en) réalise une version moderne de 13 minutes, en forme d'hommage, à la demande d'Arte Creative et de Dazed & Confused[26].
- En 2015, les artistes Angel Nevarez et Valerie Tevere réalisent un court métrage inspiré de La Jetée, intitulé Memory of a Time Twice Lived (« souvenir d'un temps deux fois vécu », citation du film de Chris Marker), tourné dans le Wagner Free Institute of Science de Philadelphie et évoquant le lutteur El Santo représenté sur le tee-shirt du personnage de La Jetée[15].

## Éditions du film
- Éditions vidéos :
  - La Jetée / Sans soleil de Chris  Marker, Arte vidéo, 2003, DVD  (EAN 3453277866577).
  - La Jetée de Chris  Marker, Arte vidéo, VHS.
  - La Jetée, restauration 2K (bonus inédits, ciné-roman grand format), Potemkine Films, 2020, combo DVD/Blu-ray.
- Livres tirés du film, reproduisant tous les photogrammes avec le texte lu par le narrateur :
  - Chris Marker (trad. de l'anglais), La Jetée : Ciné-roman, New York, Zone Books, 1992, 258 p. (ISBN 0-942299-66-3 et 0-942299-67-1).
  - Chris Marker, La Jetée : Ciné-roman, Paris, Kargo et l'Éclat, 2008, 252 p. (ISBN 978-2-84162-165-1).

#### Articles et chapitres
- Pierre Loubière, « La Jetée », Téléciné, no 111,‎ juin-juillet 1963.
- Frédéric Gaussen, « Tours 1963 », Téléciné, nos 113–114,‎ décembre 1963-janvier 1964.
- Jean-Luc Alpigiano, « Un film « lazaréen » : La Jetée de Chris Marker », Cinémathèque, no 12,‎ automne 1997, p. 44–52.
- Barthélemy Amengual, « Le présent du futur sur La Jetée », Positif, no 433,‎ mars 1997, p. 96–98.
- Philippe Dubois, « La Jetée ou le cinématogramme de la conscience », Théorème, Presses Sorbonne Nouvelle, no 6 « Recherches sur Chris Marker »,‎ 2002, p. 8–45 (ISBN 2-87854-162-6, ISSN 1159-7941).
- Carolina Ferrer, « L'évolution de la fin : De “La Jetée” à “12 Monkeys” », Cinémas, vol. 13, no 3 « Imaginaire de la fin »,‎ printemps 2003, p. 53–77 (DOI 10.7202/008707ar).
- Florence Coronel, « Vertigo vs La Jetée / La Jetée vs Vertigo », Cadrage.net, mars 2007 (version du 18 août 2015 sur Internet Archive).
- Sophie Lecole-Solnychkine et Arnaud Despax, « Excroissances du séquoïa de Vertigo dans La Jetée et L'Armée des 12 singes », Entrelacs, no 6,‎ 2007, p. 59–69 (DOI 10.4000/entrelacs.323, lire en ligne).
- Nicolas Schmidt, « À contretemps... La Jetée (1962) », Éclipses, no 40 « Chris Marker. Voyages en [immémoire] »,‎ 2007, p. 68–75 (HAL halshs-01240071).
- Michel Chion, Le complexe de Cyrano : La langue parlée dans les films français, Paris, Cahiers du cinéma, coll. « Essais », mars 2008, 192 p. (ISBN 978-2-86642-515-9), chap. XII (« La Jetée, 1962, de Chris Marker »), p. 75–80.
- (en) Carol Mavor, chap. 2 « “A” is for Alice, for Amnesia, for Anamnesis: A Fairy Tale (Almost Blue) Called La Jetée », dans Black and Blue : The Bruising Passion of “Camera Lucida”, “La Jetée”, “Sans soleil”, and “Hiroshima mon amour”, Durham/Londres, Duke University Press, 2012, 193 p. (ISBN 978-0-8223-5252-5 et 978-0-8223-5271-6, présentation en ligne), p. 53.
- Vincent Baticle, « Ceci est l'histoire d'un art marqué par les images d'un film : Itinéraires cinématographiques de La Jetée », L'Avant-scène cinéma, no 606 « Spécial Chris Marker »,‎ octobre 2013, p. 18–22.
- Margot Mellet, « Au bout de la jetée », Sens Public,‎ 2020, p. 1–8 (DOI 10.7202/1079488ar).

#### Monographies
- Bernard Leconte, Approche d'un film mythique : “La Jetée”, Chris Marker, 1962, Paris/Budapest/Torino, L'Harmattan, coll. « De visu », 2005, 114 p. (ISBN 2-7475-8465-8, lire en ligne ).
- (en) Janet Harbord, Chris Marker, “La Jetée”, Londres, Afterall Books (en), coll. « One Work », 2009, 110 p. (ISBN 978-1-84638-048-8 et 978-1-84638-049-5).
- (es) Antònia Escandell Tur, Chris Marker y “La jetée” : La fotografía después del cine, Saragosse, Jekyll & Jill, 2013, 187 p. (ISBN 978-84-938950-9-9).
- (en) Margarida Medeiros (dir.), Teresa Mendes Flores (dir.) et Joana Cunha Leal (dir.), Photography and Cinema : 50 Years of Chris Marker's “La Jetée”, Newcastle upon Tyne, Cambridge Scholars Publishing (en), 2015, 326 p. (ISBN 978-1-4438-7201-0).
- (en) Chris Darke, “La Jetée”, Londres, British Film Institute et Palgrave, coll. « BFI Film Classics », 2016, 94 p. (ISBN 978-1-84457-642-5).

#### Documentaires audio et vidéo
- Christophe Rault et Thomas Baumgartner, « Marker / Négroni », Arte Radio, 19 février 2003 : témoignage de Jean Négroni sur le tournage et mise en perspective par le critique Luc Lagier.
- Luc Lagier, « Quand La Jetée croise Vertigo », Blow Up, sur YouTube, Arte, 1er mai 2018.